# Б'єловар
Б'єловар (хорв. Bjelovar, угор. Belovár/Bélavár) — місто в центральній Хорватії. Адміністративний центр Б'єловарсько-Білогорської жупанії та Б'єловарсько-Крижевецької єпархії. За переписом 2001 року в місті проживало 41 869 осіб, з яких 90,51 % були хорватами.

## Загальні відомості
Одне з молодих міст Хорватії, стало містом 1756 р. за рішенням імператриці Марії Терезії. Відтоді має правильну квадратну структуру вулиць у центрі міста. Місто славиться давніми молочними і сироробними традиціями, його іноді називають «містом сиру». Гандбольний клуб «Б'єловар» виграв європейський чемпіонат сезону 1971—1972 рр. і дев'ять національних чемпіонатів.

## Положення
Б'єловар розташований на рівнинному плато, у межиріччі Сави і Драви, на північний схід від міста простягається довгий невисокий кряж, відомий як Білогора. Найвища точка цього пасма пагорбів має висоту 309 метрів над рівнем моря.
Б'єловар лежить на віддалі 70 кілометрів на схід від столиці країни Загреба, за 25 км на північний схід розташоване місто Джурджевац, за 30 км на північний захід — Крижевці, а за 38 км на захід — Врбовец.

## Сполучення
Автомобільні дороги з'єднують Б'єловар з Джурджевацом, Крижевцями, Врбовецом; а також ведуть на схід країни, у бік Дарувара і Віровітіци.
У місті закінчується невелика тупикова залізнична гілка Крижевці — Б'єловар.

## Історія

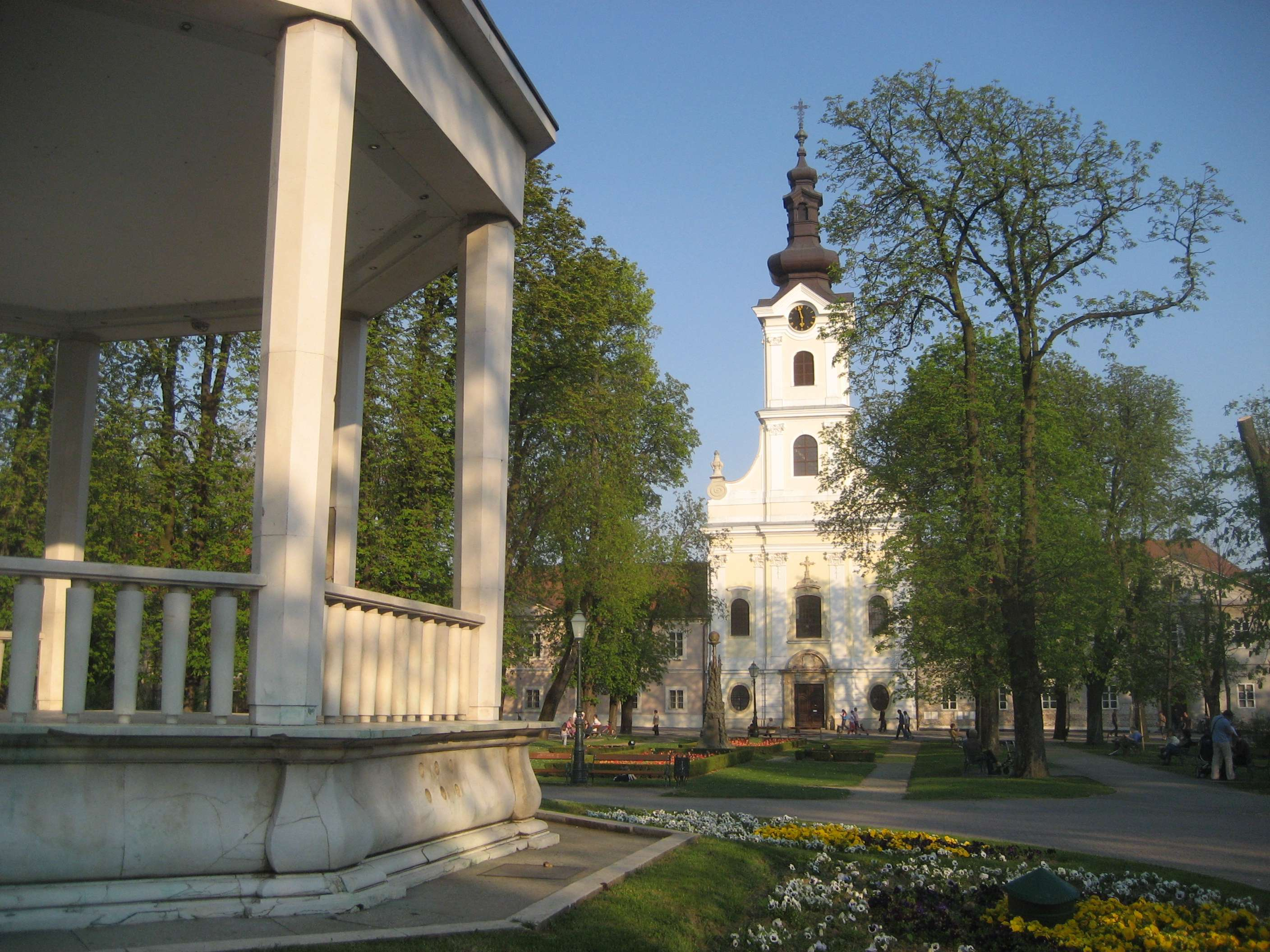
Вигляд на собор св. Терези з міського парку

Це одне з небагатьох міст посавської Хорватії, що не має стародавньої історії. Б'єловар вперше згадується 1413 р., але набув помітного значення завдяки побудові в 1756 р. фортеці на вимогу Марії-Терезії після включення міста до складу Країни — особливого адміністративного утворення Габсбурзької імперії, покликаного охороняти рубежі Австрійської монархії від навали турків. У той час основною роллю міста був захист центральної Хорватії від Османської імперії. В 1874 році тодішній хорватський бан Іван Мажуранич проголосив Б'єловар вільним королівським містом. 1886 року місто стало адміністративним центром Б'єловарсько-Крижевецької жупанії.
1920 року Б'єловар опинився у складі Королівства Сербів, Хорватів і Словенців, а пізніше Югославії. З 1991 року — в складі незалежної Хорватії. Під час війни за незалежність Хорватії місто декілька разів піддавалось сильним обстрілам. Шкоду, завдану будівлям міста, сьогодні повністю усунено.

## Пам'ятки
Головна пам'ятка архітектури міста — барокова церква св. Терези, збудована в 1765 році. З утворенням у грудні 2009 року єпархії з центром у Б'єловарі храм набув статусу кафедрального собору.

## Населення
Населення міської аголомерації за даними перепису 2011 року становило 40 276 осіб. Населення самого міста з них становило 27 024 осіб.
Динаміка чисельності населення агломерації:
Динаміка чисельності населення міста Б'єловар:

## Населені пункти
До складу міста Б'єловар адміністративно також належать такі поселення:
- Бреза
- Брезоваць
- Циглена
- Галоваць
- Горнє Плавниці
- Горній Томаш
- Гудоваць
- Клокочеваць
- Кокинаць
- Купиноваць
- Летичани
- Мала Циглена
- Мало-Кореново
- Нові Павляни
- Новоселяни
- Обровниця
- Патковаць
- Преспа
- Пргомелє
- Проклювани
- Пуричани
- Раїч
- Станчичі
- Старе Плавниці
- Старі Павляни
- Томаш
- Тройствений Марковаць
- Велико-Кореново
- Звієрці
- Ждралові

## Відомі особистості
В поселенні народився:
- Іван Губіян (1923—2009) — югославський метальник молота.
- Огнєн Вукоєвич

- хорватський футболіст, виступав за «Динамо» Загреб та «Динамо» Київ, а також збірну Хорввтії.